# Mormolyca schlimii
Mormolyca schlimii är en orkidéart som först beskrevs av Jean Jules Linden och Heinrich Gustav Reichenbach, och fick sitt nu gällande namn av Mario Alberto Blanco. Mormolyca schlimii ingår i släktet Mormolyca och familjen orkidéer. Inga underarter finns listade i Catalogue of Life.